# بیماری منتقله توسط کنه
بیماری‌های منتقله توسط کنه، که انسان و سایر جانوران را مبتلا می‌کنند، توسط عوامل عفونی منتقل‌شده از طریق گزش کنه ایجاد می‌شوند. آن‌ها در اثر عفونت با انواع پاتوژن‌ها از جمله ریکتزیا و انواع دیگر باکتری‌ها، ویروس‌ها و تک‌یاخته‌ها ایجاد می‌شوند. تأثیر اقتصادی بیماری‌های منتقله از کنه در انسان قابل توجه است و همچنین برآورد می‌شود که بیماری‌های منتقله از کنه حدود ۸۰ درصد از گاوها را در سراسر جهان، آلوده می‌کنند. بیشتر این‌گونه پاتوژن‌ها به‌عنوان بخشی از چرخهٔ زندگی خود به عبور از بدن میزبان مهره‌دار نیاز دارند. عفونت‌های منتقله توسط کنه در انسان، حیوانات مزرعه و حیوانات همراه انسان در درجهٔ نخست با جانوران حیات وحش مرتبط است و آن‌ها منبع اصلی این‌گونه پاتوژن‌ها هستند. بسیاری از عفونت‌های منتقله توسط کنه در انسان شامل یک چرخهٔ پیچیده بین جانوران حیات وحش و کنه‌ها به‌عنوان ناقل است. بقا و انتقال ویروس‌های منتقله توسط کنه با تعامل آن‌ها با کنه‌های ناقل و سلول‌های میزبان ارتباط نزدیکی دارد. این ویروس‌ها در خانواده‌های ویروسی مختلفی از جمله اسفارویریده، رئوویریده، رابدوویریده، ارتومیکسوویریده، بونیاویریده و فلاوی‌ویریده دسته‌بندی می‌شوند.
بروز کنه و بیماری‌های منتقله از طریق کنه در انسان رو به افزایش است. جمعیت کنه‌ها در حال گسترش به مناطق جدید است که بخشی از آن به‌دلیل تغییرات اقلیمی است. جمعیت کنه‌ها همچنین تحت تأثیر تغییرات جمعیت میزبان خود (مانند گوزن، گاو، موش، مارمولک) و شکارچیان میزبان (مثلا روباه) قرار می‌گیرد. تنوع و در دسترس بودن میزبان‌ها و شکارچیان نیز می‌تواند تحت تأثیر جنگل‌زدایی و گسستگی زیستگاه قرار گیرد.
از آنجایی که کنه‌های منفرد می‌توانند بیش از یک عامل بیماری‌زا را در خود جای دهند، مبتلایان می‌توانند همزمان با بیش از یک پاتوژن، آلوده شوند که این امر باعث تشدید مشکل در تشخیص و درمان می‌شود. با افزایش شیوع بیماری‌های منتقله از طریق کنه و گسترش مناطق جغرافیایی که این بیماری‌ها در آن‌ها یافت می‌شوند، کادر بهداشت و درمان باید بتوانند که به‌طور مداوم تظاهرات بالینی متنوع و اغلب متداخل این بیماری‌ها را تشخیص دهند.
تا سال ۲۰۲۰ به گزارش مرکز کنترل و پیشگیری از بیماری در ایالات متحده ۱۸ عامل بیماری‌زای منتقل‌شونده توسط کنه‌ها شناسایی شده است و دست‌کم ۲۷ مورد نیز در سطح جهانی شناخته شده است. در سدهٔ ۲۱ و با پیشرفت روش‌های تشخیص مولکولی و توالی‌یابی نسل بعدی بیماری‌های جدیدی ناشی از کنه‌ها کشف شده است.

## پیشگیری

### قرار گرفتن در معرض بیماری

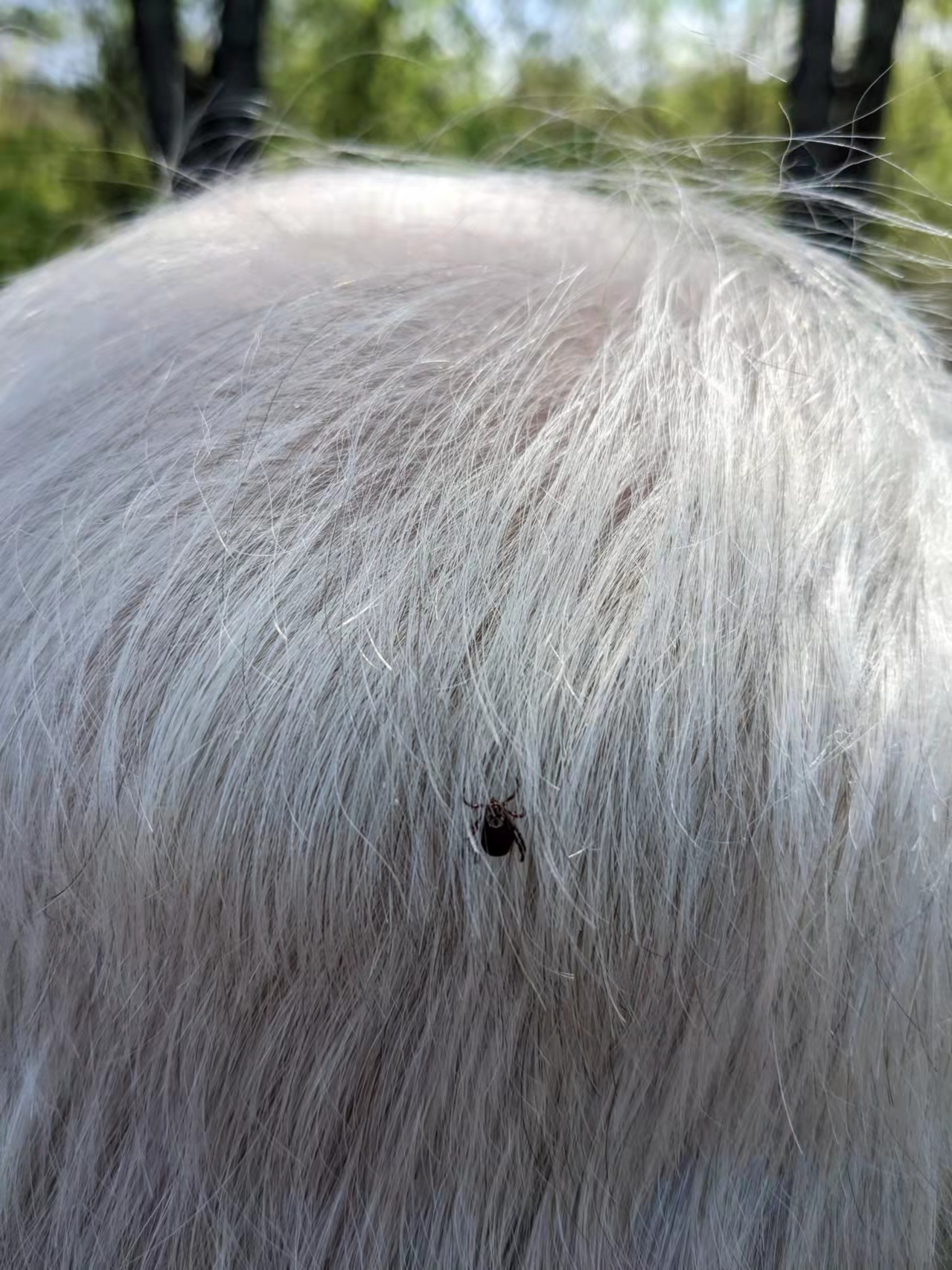
کنه‌ای روی سر انسان در منطقه‌ای جنگلی در نزدیکی لیروی، میشیگان

کنه‌ها در ماه‌های گرم‌تر فعال‌تر هستند، البته این میزان بر پایهٔ منطقهٔ جغرافیایی و آب و هوا و اقلیم، متفاوت است. مناطقی که دارای جنگل، بوته‌ها، علف‌های بلند یا بستری از برگ هستند احتمالاً کنه‌های بیشتری دارند. افرادی که توسط کنه‌ها گزیده می‌شوند معمولاً علائمی مانند بدن‌درد، تب، خستگی، درد مفاصل یا ضایعات پوستی را تجربه می‌کنند. افراد می‌توانند با پوشیدن لباس‌های رنگ روشن (شامل شلوار و آستین بلند)، استفاده از دافع حشرات با ۲۰٪ تا ۳۰٪ دیت (N,N-Diethyl-3-methylbenzamide) و قرار دادن پاچه‌های شلوار در جوراب خود خطر ورود کنڽ گزش را کاهش دهند. بررسی مکرر بدن و لباس‌ها و شستن و خشک کردن آن‌ها در خشک‌کن داغ نیز توصیه می‌شود.
به گفتهٔ سازمان جهانی بهداشت، پیشگیری از انتقال کنه به جانوران، دشوار است زیرا آن‌ها علائمی قابل مشاهده را پس از آلودگی به کنه‌ها نشان نمی‌دهند. تنها پیشگیری مؤثر بر کشتن کنه‌ها در تأسیسات تولید دام است.

### علائم
کنه‌ها دارای پتانسیل ایجاد یک بیماری حرکتی هستند که با فلج شل و حاد صعودی مشخص می‌شود. این وضعیت در صورت عدم درمان فوری می‌تواند کشنده باشد و هم انسان و هم جانوران را مبتلا کند. این عارضه با چند گونهٔ خاص از کنه‌ها مرتبط است. علائم معمولاً از خستگی، بی‌حسی در پاها، دردهای ماهیچه‌ای و در برخی موارد، فلج و سایر تظاهرات شدید عصبی متغیر است.

### جداسازی و حذف کنه‌ها
کنه‌ها پس از کشف باید در اسرع وقت به‌صورت صحیح و ایمن از سطح بدن حذف شوند. کنه‌ها را می‌توان با کمک موچین که تا حد ممکن نزدیک به دهان کنه باشد و کشیدن بدون چرخش برداشت. برخی از شرکت‌ها ابزارهای شیاردار را به بازار عرضه می‌کنند که حذف کنه‌ها را تسهیل کنند. روش‌های شیمیایی برای جدا کردن کنه یا تلاش برای بیرون کشیدن کنه با انگشتان، روش‌های کارآمدی نیستند.

## تشخیص
تشخیص بیماری‌های منتقله از طریق کنه شامل یک رویکرد دوگانه است. برخی از تشخیص‌ها به مشاهدات بالینی و تجزیه و تحلیل علائم بستگی دارد، برخی دیگر اما از طریق انجام آزمایش در آزمایشگاه تأیید می‌شوند. کنه‌ها می‌توانند طیف وسیعی از ویروس‌ها را منتقل کنند که بسیاری از آن‌ها آربوویروس هستند. به‌طور کلی، آزمایش‌های آزمایشگاهی خاصی برای تشخیص سریع بیماری‌های منتقله توسط کنه در دسترس نیست. با توجه به جدی بودن آن‌ها، درمان آنتی‌بیوتیکی اغلب تنها بر اساس تظاهرات بالینی قابل توجیه است.
تشخیص بورلیوز لایم بر معیارهای بالینی تکیه می‌کند و سابقهٔ گزش کنه و علائم مرتبط با آن بسیار مهم است. تشخیص آزمایشگاهی از «پروتکل تشخیصی دو سطحی» پیروی می‌کند که شامل شناسایی آنتی‌بادی‌های خاص با استفاده از روش‌هایی مانند سنجش ایمونوآنزیمی و تست‌های وسترن بلات، ترجیحاً با آنتی‌ژن‌های نوترکیب است. با این‌که الایزا و وسترن بلات حساسیت مشابهی دارند، وسترن بلات به‌دلیل شناسایی باندهای واکنش‌گر ایمنی خاص اختصاصی‌تر است. تبدیل سرمی معمولاً حدود دو هفته پس از شروع علائم رخ می‌دهد، اما نتایج مثبت کاذب الایزا می‌تواند به آنتی‌بادی‌های واکنش‌پذیر ضعیف علیه آنتی‌ژن‌های خاص، به‌ویژه در بیماران مبتلا به سایر بیماری‌های عفونی و غیر عفونی مرتبط باشد.
انسفالیت منتقله توسط کنه (TBE) ویژگی‌های بالینی غیر اختصاصی را نشان می‌دهد و تشخیص آزمایشگاهی را بسیار مهم می‌کند. فرایند تشخیصی، معمولاً شامل شناسایی آنتی‌بادی‌های اختصاصی IgM و IgG سرم از طریق سنجش الایزا است، زیرا این آنتی‌بادی‌ها در بیشتر موارد پس از بستری شدن در بیمارستان قابل تشخیص هستند.

## درمان
بیماران مبتلا به بیماری لایم که با آنتی‌بیوتیک‌های مناسب درمان می‌شوند، معمولاً به‌سرعت و به‌طور کامل بهبود می‌یابند. آنتی‌بیوتیک‌هایی که معمولاً مورد استفاده قرار می‌گیرند شامل داکسی‌سایکلین، آموکسی‌سیلین یا سفوروکسیم اکستیل هستند. برای آناپلاسموز، ارلیشیوز و تب خال‌دار کوه راکی، داکسی‌سایکلین خط نخست درمان برای بزرگسالان و کودکان در تمام سنین است. برای بابِزیوز، درمان ترکیبی با آتوواکون و آزیترومایسین معمولاً برای درمان بابزیوز خفیف تا متوسط توصیه می‌شود. درمان معمولاً ۷ تا ۱۰ روز ادامه می‌یابد. رژیم ترکیبی کلیندامایسین خوراکی و کینین نیز مؤثر بوده است، اما میزان عوارض جانبی با این ترکیب به‌طور قابل توجهی بالاتر است. هیچ دارویی برای درمان عفونت‌های ویروسی پواسان وجود ندارد. با این حال، داروها می‌توانند به کاهش علائم و جلوگیری از عوارض کمک کنند. افراد مبتلا به بیماری شدید، معمولاً در بیمارستان تحت درمان قرار می‌گیرند که در صورت نیاز، تزریق مایعات داخل وریدی، داروهای کاهش‌دهندهٔ تب، حمایت تنفسی و سایر درمان‌ها برای آن‌ها انجام می‌شود.

## ارزیابی خطر
برای این‌که یک فرد یا حیوان خانگی به بیماری منتقله توسط کنه مبتلا شود، نیاز است که فرد توسط کنه گزیده شود و کنه برای مدت زمان کافی تغذیه کند. زمان تغذیهٔ مورد نیاز برای انتقال پاتوژن‌ها برای کنه‌های مختلف و پاتوژن‌های مختلف متفاوت است. انتقال باکتری که باعث بیماری لایم می‌شود کاملاً به یک دورهٔ تغذیهٔ قابل توجه نیاز دارد. به‌طور کلی کنه‌های نرم (خانوادهٔ Argasidae) پاتوژن‌ها را در عرض چند دقیقه پس از چسبیدن منتقل می‌کنند زیرا دفعات تغذیهٔ آن‌ها بیشتر و مدت هربار تغذیهٔ آن‌ها کوتاه‌تر است در حالی که تغذیهٔ کنه‌های سخت (خانوادهٔ Ixodidae) ساعت‌ها یا روزها طول می‌کشد و رایج‌تر هستند و سخت‌تر حذف می‌شوند.
برای این‌که یک فرد، توسط گزش کنه به عفونت مبتلا شود، کنه باید آلوده باشد. همه کنه‌ها آلوده نیستند. در بیشتر نقاط ایالات متحده، ۳۰ تا ۵۰ درصد کنه‌های گوزن به باکتری بورلیا بورگدورفری (عامل بیماری لایم) آلوده می‌شوند. سایر پاتوژن‌ها بسیار نادرتر هستند. کنه‌ها را می‌توان با روشی خاص و حساس توسط واکنش زنجیره‌ای پلیمراز بی‌درنگ (qPCR) از نظر عفونی بودن آزمایش کرد. چندین آزمایشگاه تجاری این خدمات را با پرداخت هزینه به افراد ارائه می‌دهند. آزمایشگاه جانورشناسی پزشکی (LMZ)، یک آزمایشگاه غیرانتفاعی در دانشگاه ماساچوست، یک گزارش جامع موسوم به "TickReport" برای انواع پاتوژن‌های انسانی ارائه می‌دهد و داده‌ها را در دسترس عموم قرار می‌دهد. کسانی که مایل به اطلاع از بروز بیماری‌های منتقله از طریق کنه در شهر یا ایالت خود هستند، می‌توانند پایگاه دادهٔ LMZ را جستجو کنند.

## مثال‌ها
بیماری‌های عمدهٔ منتقله توسط کنه عبارت‌اند از:

### باکتریایی
- بیماری لایم یا بورلیوز
  - پاتوژن: بورلیا برگدورفری سنسو لاتو (باکتری)
  - ناقل: دست‌کم ۱۵ گونه از کنه‌ها در سردهٔ کنه‌های سخت از جمله کنهٔ گوزن
  - بومی: آمریکا و اوراسیا
  - علائم: تب، آرتروز، نوروبورلیوز، اریتم مهاجرین، فلج عصب جمجمه، کاردیت خستگی و بیماری شبه‌آنفولانزا[۲۵]
  - درمان: آنتی‌بیوتیک‌ها – آموکسی‌سیلین در بزرگسالان باردار و کودکان، داکسی‌سایکلین در سایر بزرگسالان[۲۶]
- تب بازگشتی (تب بازگشتی ناشی از کنه، متفاوت از بیماری لایم به‌دلیل وجود باکتری‌ها و کنه‌های ناقل متفاوت)
  - پاتوژن‌ها: بورلیا گونه‌هایی مانند بورلیا هرمسی،  بورلیا پارکری, بورلیا داتونی و بورلیا میاموتوئی
  - ناقل: گونه‌های اورنیتودوروس
  - مناطق: عمدتاً در آفریقا، اسپانیا، عربستان سعودی، آسیا و برخی مناطق کانادا و غرب ایالات متحده
  - علائم: تب بازگشتی، علائم آنفلوانزا مانند، سردرد و درد ماهیچه با علائم کمتر رایج از جمله لرز، درد مفاصل، تغییر در تنفس، سرفه، گلودرد، ادرار گردن دردناک و جوش[۲۷]
  - درمان: آنتی‌بیوتیک‌ها درمان تب بازگشتی هستند، داکسی‌سیکلین، تتراسایکلین یا اریترومایسین درمان انتخابی هستند.[۲۸]
- تیفوس چند بیماری ناشی از ریکتسیا
- تب منقوط کوه‌های راکی
  - پاتوژن: Rickettsia rickettsii
  - ناقل: کنهٔ چوب (Dermacentor variabilis) و Dermacentor andersoni
  - منطقه (ایالات متحده): شرق، جنوب غربی
  - ناقل: کنهٔ آمریکایی
  - منطقه (برزیل): سائو پائولو، ریو دو ژانیرو، مینا ژرایس.
  - علائم: تب، سردرد، تغییر وضعیت روانی، درد ماهیچه و جوش
  - درمان: مصرف آنتی‌بیوتیک، که معمولاً از داکسی‌سایکلین یا تتراسایکلین تجویز می‌شود.
- تب منقوط هلوتیکا
  - پاتوژن: ریکتسیا هلوتیکا
  - منطقه (ریکتسیا هلوتیکا): تأیید شده در کنه‌های سوئد، سوئیس، فرانسه و لائوس[۲۹]
  - ناقل / منطقه(ها) #۱: کنهٔ کرچک ناقل اصلی در اروپا است.[۲۹]
  - علائم: اغلب لکه‌های قرمز کوچک، علائم دیگر تب، درد ماهیچه، سردرد و مشکلات تنفسی است.[۲۹]
  - درمان: تجویز آنتی‌بیوتیک گسترده‌اثر برای درمان، لازم است. فنوکسی‌متیل‌پنی‌سیلین احتمالاً کافی است.[۲۹]
- آناپلاسموز گرانولوسیتی انسانی (قبلاً ارلیشیوز گرانولوسیتی انسانی یا HGE)
  - پاتوژن: آناپلاسما فاگوسیتوفیلوم
  - ناقل: کنهٔ تگزاسی (آمبلیوما آمریکنوم) و، I. scapularis
  - منطقه (ایالات متحده): جنوب اقیانوس اطلس، جنوب مرکزی
- بارتونلا: میزان انتقال بارتونلا به انسان از طریق نیش کنه به‌خوبی ثابت نشده است[۳۰] اما بارتونلا در کنه‌ها رایج است. به‌عنوان مثال: ۴٫۷۶٪ از ۲۱۰۰ کنهٔ مورد آزمایش در یک مطالعه در آلمان ناقل بارتونلا بودند.[۳۱]
- تولارمی
  - پاتوژن‌ها: فرانسیسلا تولارنس و A. americanum
  - ناقل: (Dermacentor variabilis) و Dermacentor andersoni
  - منطقه (ایالات متحده): جنوب شرقی، جنوب مرکزی، غرب با گسترش بالا.

### ویروسی
- مننژوانسفالیت منتقله از طریق کنه
  - پاتوژن: ویروس TBEV (FSME)، فلاوی‌ویروس از خانوادهٔ فلاوی‌ویریده
  - ناقل: کنهٔ گوزن (کنهٔ پاسیاه)، کنهٔ کرچک (اروپا)، Ixodes persulcatus (روسیه + آسیا)
  - بومی: اروپا و شمال آسیا
- ویروس پاواسان / ویروس کنهٔ گوزن[۳۲][۳۳]
  - پاتوژن: ویروس Powassan (POWV)، فلاوی‌ویروس از خانوادهٔ فلاوی‌ویریده. Lineage 2 POWV که با عنوان ویروس کنهٔ گوزن (DTV) نیز شناخته می‌شود.
  - ناقل: سفت‌کنهٔ کوک، کنهٔ پاسیاه، Ixodes marxi , Ixodes spinipalpusm , Dermacentor andersoni و Dermacentor variabilis
  - بومی برای: آمریکای شمالی و شرق روسیه
- تب کنهٔ کلرادو
  - پاتوژن: ویروس تب کنهٔ کلرادو (CTF)، یک کولتی‌ویروس از رئوویریده
  - ناقل: Dermacentor andersoni
  - منطقه: ایالات متحده (غرب)
- تب خونریزی‌دهندهٔ کریمه-کنگو
  - پاتوژن: ویروس CCHF، یک نایروویروس از بونیاویریده
  - ناقل: هیالوما مارژیناتوم و Rhipicephalus bursa
  - منطقه: جنوب آسیا، شمال آفریقا، جنوب اروپا
- بیماری تب حاد[۳۴]
  - پاتوژن: ویروس هارتلند، یک فلبوویروس، از بونیاویریده
  - ناقل: کنهٔ آمریکایی (Amblyomma americanum)
  - منطقه: میزوری و تنسی، ایالات متحده
- بیماری تب شدید، سردرد، کما در یک سوم بیماران[۳۵]
  - پاتوژن: به‌طور آزمایشی ویروس Alongshan، گروه jingmenvirus در خانوادهٔ فلاوی‌ویریده
  - ناقل: کنه (احتمالاً Ixodes persulcatus و کنهٔ کرچک)، پشه
  - منطقه: مغولستان داخلی اما به‌طور بالقوه گسترده‌تر

### تک‌یاخته
- بابزیوز
  - پاتوژن: Babesia microti , Theileria equi
  - ناقل: کنهٔ پاسیاه (کنه گوزن)، کنهٔ پاسیاه غربی
  - منطقه (ایالات متحده): شمال شرقی، ساحل غربی
- سیتااکسونوز
  - پاتوژن: Cytauxzoon felis
  - ناقل: کنهٔ تگزاسی
  - منطقه (ایالات متحده): جنوب، جنوب شرقی

### توکسین
- فلج کنه
  - علت: توکسین
  - ناقل (ایالات متحده): Dermacentor andersoni (کنهٔ چوب کوهِ سنگی)، D. variabilis (کنهٔ سگ آمریکایی یا کنهٔ چوب)
  - منطقه (ایالات متحده): D. andersoni: شرق، D. variabilis: شرق، ساحل غربی
  - ناقل (استرالیا): Ixodes holocyclus (کنهٔ فلج استرالیایی)[۳۶]
  - منطقه (استرالیا): شرق

### آلرژی
- آلرژی گال آلفا سندرم گال آلفا احتمالاً در اثر واکنش حساسیت مفرط به مولکول قند گال آلفا (گالاکتوز-آلفا-۱٬۳-گالاکتوز) ایجاد شده توسط کنه‌ها هنگام تغذیه از میزبان انسان ایجاد می‌شود. واکنش ایمنی می‌تواند افراد را به گوشت قرمز و سایر محصولات از منشأ پستانداران حساسیت کند.[۳۷]
- تأیید تجربی و بررسی چگونگی کمک نیش کنه به توسعهٔ سندرم گال آلفا با استفاده از یک مدل موش مورد بررسی قرار گرفته است.[۳۸]